# 章克申 (德克薩斯州)
章克申（英語：Junction）是一個位於美國德克薩斯州金布爾縣的城市。根據2010年美國人口普查，該地共人口2574人，而該地的面積約為5.96平方千米。同時該地也是金布爾縣的縣治。

## 地理
章克申的座標為30°29′23″N 99°46′17″W / 30.48972°N 99.77139°W，而該地的平均海拔高度為521米（即1709英尺）。